# NGC 4714
NGC 4714 (również PGC 43442) – galaktyka eliptyczna (E-S0), znajdująca się w gwiazdozbiorze Kruka. Odkrył ją William Herschel 27 marca 1786 roku.